# Prasinoderma
Prasinoderma — рід мікроскопічних водоростей, єдиний у класі Prasinodermatophyceae. Спершу рід відносили до родини Prasinococcaceae у відділі зелених водоростей (Chlorophyta). У 2020 році було повністю розшифровано геном Prasinoderma coloniale. Дослідження показало, що вид є сестринським до Chlorophyta та базальним у кладі зелених рослин (Viridiplantae).